# ايف فرهوفن
ايف فرهوفن (بالفرنسية: Yves Verhoeven)‏ هو ممثل فرنسي، ولد في 17 أكتوبر 1961 في فرنسا.

## وصلات خارجية
- ايف فرهوفن على موقع IMDb (الإنجليزية)
- ايف فرهوفن على موقع ألو سيني (الفرنسية)
- ايف فرهوفن على موقع أول موفي (الإنجليزية)
- ايف فرهوفن على موقع قاعدة بيانات الأفلام السويدية (السويدية)
- ايف فرهوفن على موقع قاعدة بيانات الفيلم (الإنجليزية)
- ايف فرهوفن على موقع كينوبويسك (الروسية)